# バッド・フォー・ユー・ベイビー
『バッド・フォー・ユー・ベイビー』（Bad for You Baby）は、北アイルランドのギタリスト、ゲイリー・ムーアが2008年に発表したスタジオ・アルバム。ムーアは2011年2月6日に死去し、結果的に生前最後のスタジオ・アルバムとなった。

## 背景
『スティル・ゴット・ザ・ブルーズ』（1990年）以降のパワー・ブルース路線を継承した作品で、「ウォーキン・スルー・ザ・パーク」と「サムデイ・ベイビー」はマディ・ウォーターズ、「モジョ・ブギー」はJ.B.ルノアのカヴァーである。また、「アイ・ラヴ・ユー・モア・ザン・ユール・エヴァー・ノウ」はブラッド・スウェット・アンド・ティアーズのカヴァーだが、ムーアはダニー・ハサウェイによるカヴァー・ヴァージョンを意識して取り上げており、ライヴで10回ほど演奏して、ようやくこの曲を歌う自信がついたという。

## 評価
Hal Horowitzはオールミュージックにおいて5点満点中3.5点を付け「驚きはないが、失望する要素もない」「従来のファン、とりわけムーアのこれほどガッツがあるアプローチを知らない向きにとっては、期待以上の作品」と評している。また、『CDジャーナル』のミニ・レビューでは「ブルース・カヴァーほか、ハード・ロック時代を彷彿させる熱いギター・ソロが聴けるオリジナル曲も収録したアルバム」と評されている。

## 収録曲
特記なき楽曲はゲイリー・ムーア作。
1. バッド・フォー・ユー・ベイビー - "Bad for You Baby" – 2:55
2. ダウン・ザ・ライン - "Down the Line" – 2:55
3. アンブレラ・マン - "Umbrella Man" – 3:36
4. ホールディング・オン - "Holding On" – 3:45
5. ウォーキン・スルー・ザ・パーク - "Walkin' Thru the Park" (McKinley Morganfield) – 2:58
6. アイ・ラヴ・ユー・モア・ザン・ユール・エヴァー・ノウ - "I Love You More Than You'll Ever Know" (Al Kooper) – 10:34
7. モジョ・ブギー - "Mojo Boogie" (J.B. Lenoir) – 3:34
8. サムデイ・ベイビー - "Someday Baby" (M. Morganfield) – 3:35
9. ディド・ユー・エヴァー・フィール・ロンリー? - "Did You Ever Feel Lonely?" – 6:10
10. プリーチャー・マン・ブルーズ - "Preacher Man Blues" – 5:53
11. トラブル・エイント・ファー・ビハインド - "Trouble Ain't Far Behind" – 9:34

### 日本盤ボーナス・トラック
1. ピクチャー・オン・ザ・ウォール - "Picture on the Wall" (Lightnin' Hopkins) – 4:02

## 参加ミュージシャン
- ゲイリー・ムーア - ボーカル、ギター、ハーモニカ
- ヴィック・マーティン - キーボード
- ピート・リース - ベース
- サム・ケリー - ドラムス

アディショナル・ミュージシャン
- オーティス・テイラー - バンジョー(on #10)
- キャシー・テイラー（英語版） - バッキング・ボーカル(on #4, #10)